# ケプラー55
ケプラー55（英語: Kepler-55）は、地球から見てこと座の方向へ約1,900光年離れた位置にある恒星である。2個の恒星から構成される連星系であり、主星の周囲には5個の太陽系外惑星が存在していることが知られている。

## 特徴
| 太陽 | ケプラー55A |
| ---- | ----------- |
| 太陽 | Exoplanet   |

ケプラー55は主星のケプラー55Aと伴星のケプラー55Bから成る連星系である。主星のケプラー55Aは、太陽の7割程度の質量と半径を持ち、有効温度は太陽よりも低い。スペクトル分類上では K5 型に分類されている。表面で発生するフレアによる増光が観測されており、このことから爆発型変光星であると考えられている。
伴星のケプラー55Bは、2024年に公表されたガイア計画の観測結果を用いて地球から625パーセク（約2,038光年）以内の範囲にある、太陽系外惑星を持つことが知られている恒星を公転する伴星の捜索を行った研究結果にて発見が報告された。ケプラー55Bは太陽の4割余りの質量を持つ赤色矮星とされ、ケプラー55Aからは地球上から観測した際の射影距離にして 1,855 au（約2775億 km）離れている。有効温度を考慮すると、ケプラー55Bはスペクトル分類において M1V 型に相当する。

## 惑星系
2012年に、ケプラー宇宙望遠鏡によるトランジット法での観測結果から、ケプラー55Aの周囲を公転している太陽系外惑星が2個、それらよりも主星に近い軌道を公転している3個の惑星候補が発見された。そして2014年には、2012年の時点では惑星候補として扱われていた3個の惑星候補も存在が確かめられたことが報告された。これらの惑星はいずれも地球の1.5倍から2.5倍程度の大きさを持つ。
| 名称 （恒星に近い順） | 質量      | 軌道長半径 （天文単位） | 公転周期 (日)        | 軌道離心率 | 軌道傾斜角 | 半径           |
| --------------------- | --------- | ----------------------- | -------------------- | ---------- | ---------- | -------------- |
| d                     | —         | 0.029                   | 2.211099 ± 0.000004  | —          | —          | 1.59 ± 0.09 R⊕ |
| e                     | —         | 0.048                   | 4.617534 ± 0.000021  | —          | —          | 1.55 ± 0.23 R⊕ |
| f                     | —         | 0.081                   | 10.198545 ± 0.000045 | —          | —          | 1.59 ± 0.10 R⊕ |
| b                     | < 1.49 MJ | —                       | 27.953314 ± 0.000176 | —          | —          | 2.43 R⊕        |
| c                     | < 1.11 MJ | —                       | 42.142596 ± 0.000268 | —          | —          | 2.21 R⊕        |